# Laura Baade
Laura Baade (* 1995) ist eine deutsche Schauspielerin.

## Werdegang
Ihren ersten Fernsehauftritt hatte Baade 2008 in einer Episode der NDR-Jugenddetektivserie Die Pfefferkörner. 2009 spielte sie eine Nebenrolle in dem Spielfilm Summertime Blues von Marie Reich. Im April 2011 war sie in einer Hauptrolle in dem Tatort-Film Jagdzeit als Augenzeugin eines Mordes zu sehen, die mit ihrer alkoholkranken Mutter zusammenlebt.

## Filmografie
- 2008: Die Pfefferkörner – Thérèses Geheimnis
- 2009: Summertime Blues
- 2011: Tatort: Jagdzeit
- 2011: Huhn mit Pflaumen (Poulet aux Prunes)